# Приватне акціонерне товариство
Приватне акціонерне товариство (ПрАТ) — акціонерне товариство, яке має статутний (складений) капітал, поділений на визначену кількість акцій рівної номінальної вартості, і несе відповідальність за зобов'язаннями тільки майном товариства.  
Трапляється так, що власником ПрАТ є держава. Так, наприклад, 4 грудня 2023 року, згідно повідомлення групи НАК «Нафтогаз України», ПрАТ «Тернопільгаз» увійшло до державної групи «Нафтогаз України».